# Noel Milleskog
Eric Noel Patrik Milleskog, född 8 maj 2002, är en svensk fotbollsspelare som spelar för IK Sirius.

## Karriär
Noel Milleskogs moderklubb är Östra Almby FK. Han gjorde tidigt flytten till Örebro SK men spenderade även ett ungdomsår i IK Sturehov, varpå han återvände till Örebro SK inför säsongen 2017.

### Örebro SK
I februari 2019 skrev Milleskog på sitt första ungdomskontrakt med Örebro SK. Efter att ha öst in mål i U19-laget signerade han i december 2020 sitt första A-lagskontrakt, vilket sträcker sig till 31 december 2023. Åren innan han flyttades upp i seniortruppen hade kantats av flyttrykten. Milleskog hade då provspelat med Benfica, Porto och Reading. Enligt hans agent ville Benfica också skriva ett ungdomskontrakt med Milleskog.
I den andra omgången av Allsvenskan 2021 fick Noel Milleskog debutera i högstaserien, då han gjorde ett inhopp i 0-5-förlusten mot Östersunds FK den 18 april 2021.

#### Karlslunds IF (lån)
Den 24 augusti 2021 lånades Milleskog ut till division 2-klubben Karlslunds IF på ett låneavtal över resten av säsongen.

### Djurgårdens IF
Den 14 juli 2023 blev Milleskog klar för Djurgårdens IF. Han skrev på ett 3,5-års kontrakt.

### IK Sirius
Den 30 januari 2024 såldes Milleskog till IK Sirius där han skrev på ett 5-årskontrakt.

## Statistik
| Klubb               | Säsong         | Liga                      | Liga    | Liga | Liga | Nationell cup | Nationell cup | Europaspel | Europaspel | Totalt  | Totalt |
| Klubb               | Säsong         | Division                  | Matcher | Mål  | Ass  | Matcher       | Mål           | Matcher    | Mål        | Matcher | Mål    |
| ------------------- | -------------- | ------------------------- | ------- | ---- | ---- | ------------- | ------------- | ---------- | ---------- | ------- | ------ |
| Örebro SK           | 2021           | Allsvenskan               | 8       | 0    | 1    | 1             | 0             | -          | -          | 9       | 0      |
| Örebro SK           | 2022           | Superettan                | 20      | 4    | 1    | 3             | 0             | -          | -          | 23      | 4      |
| Örebro SK           | 2023           | Superettan                | 13      | 5    | 1    | 3             | 2             | -          | -          | 16      | 7      |
| Örebro SK           | Totalt         | Totalt                    | 41      | 9    | 3    | 7             | 2             | -          | -          | 48      | 11     |
| Karlslunds IF (lån) | 2021           | Division 2 Södra Svealand | 8       | 6    | ?    | 0             | 0             | -          | -          | 8       | 6      |
| Karlslunds IF (lån) | Totalt         | Totalt                    | 8       | 6    | ?    | 0             | 0             | -          | -          | 8       | 6      |
| Djurgårdens IF      | 2023           | Allsvenskan               | 11      | 1    | 0    | 1             | 2             | 1          | 0          | 13      | 3      |
| Djurgårdens IF      | Totalt         | Totalt                    | 11      | 1    | 0    | 1             | 2             | 1          | 0          | 13      | 3      |
| IK Sirius           | 2024           | Allsvenskan               | 29      | 9    | 4    | 3             | 0             | -          | -          | 0       | 0      |
| IK Sirius           | Totalt         | Totalt                    | 29      | 9    | 4    | 3             | 0             | -          | -          | 32      | 9      |
| Hela karriären      | Hela karriären | Hela karriären            | 89      | 25   | 7    | 11            | 4             | 1          | 0          | 101     | 29     |